# Kotli
Kotli is een plaats in de gemeente Buzet in de Kroatische provincie Istrië. De plaats telt 1 inwoner (2001).

## Foto's

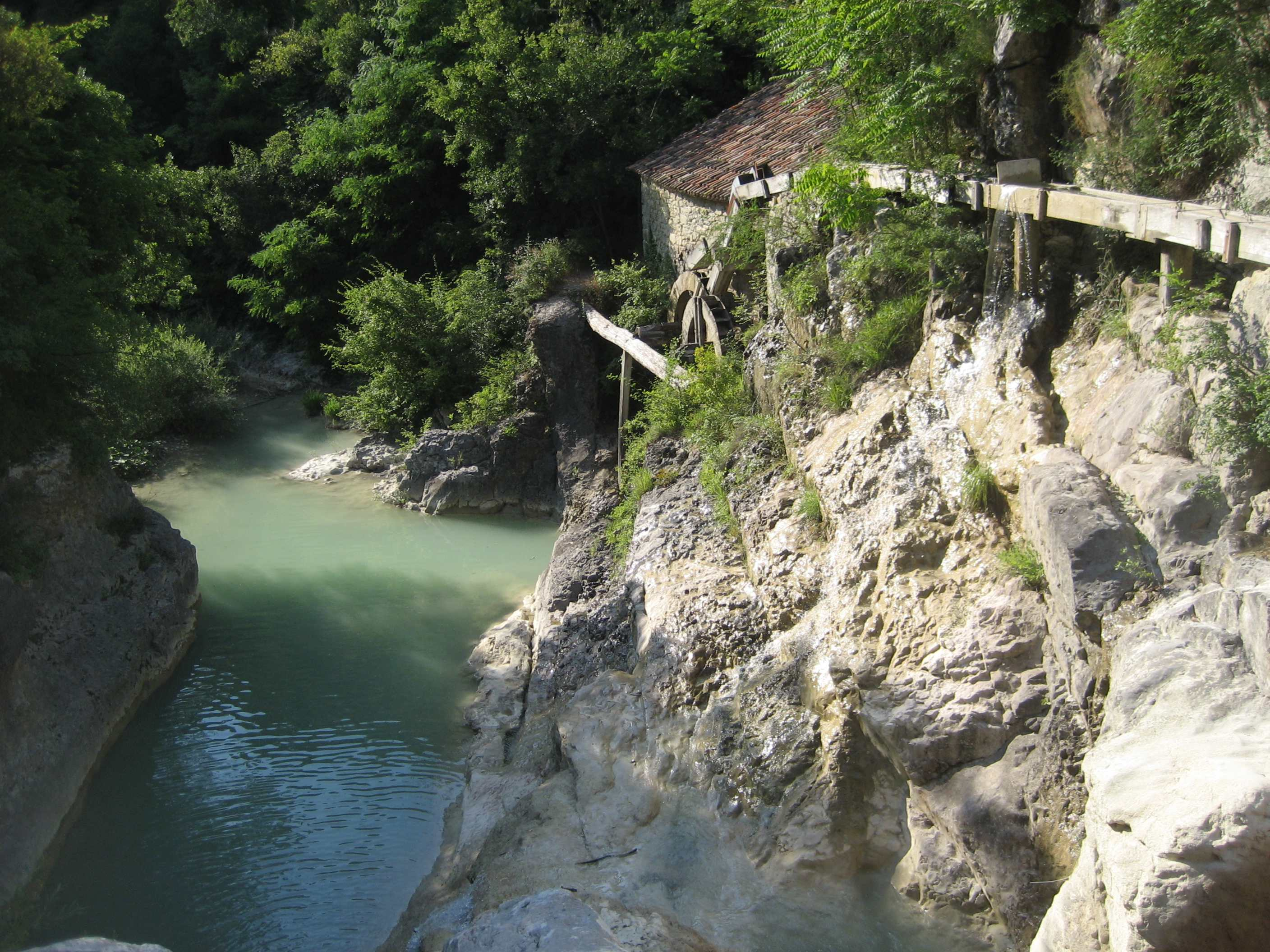
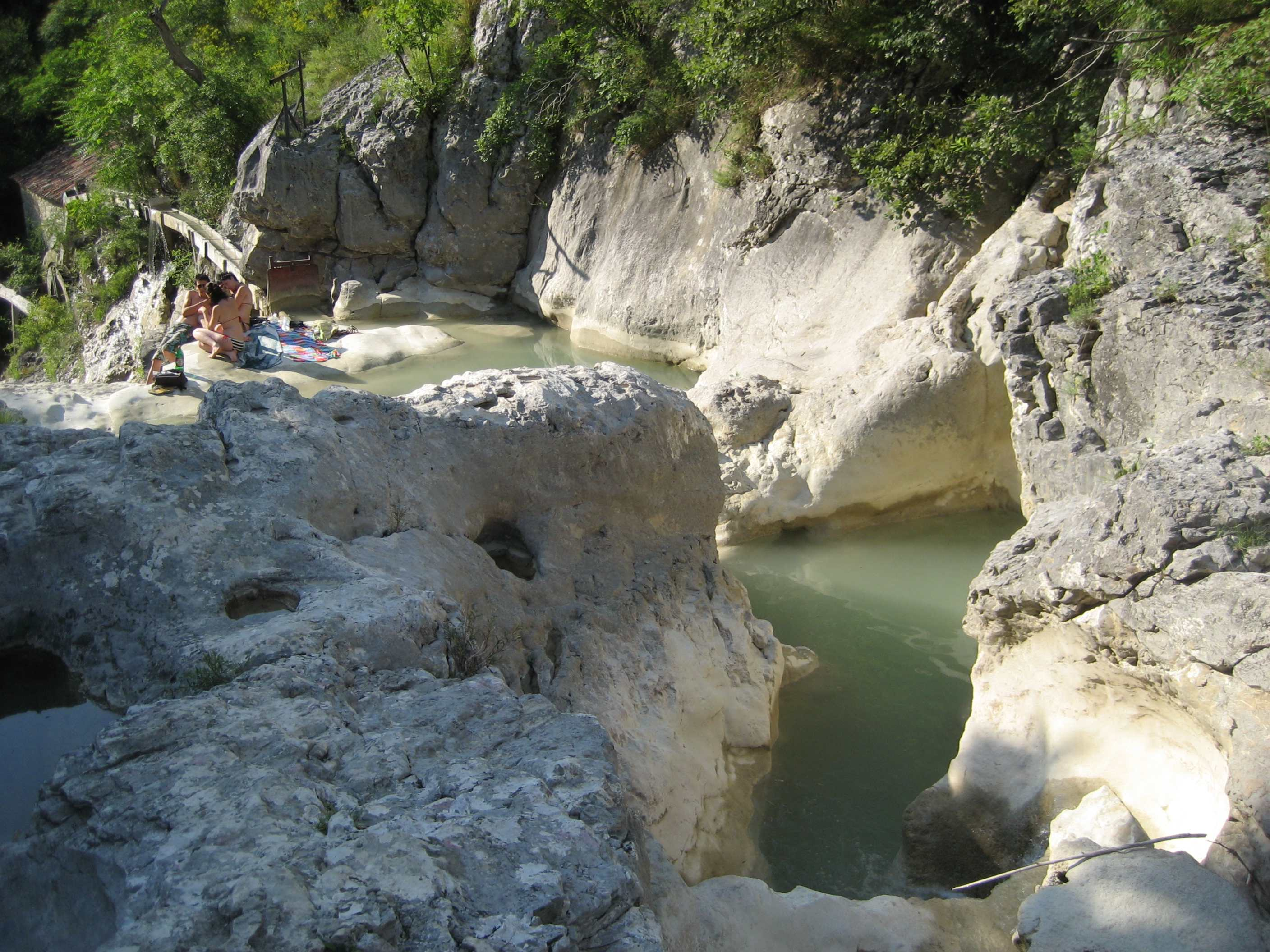
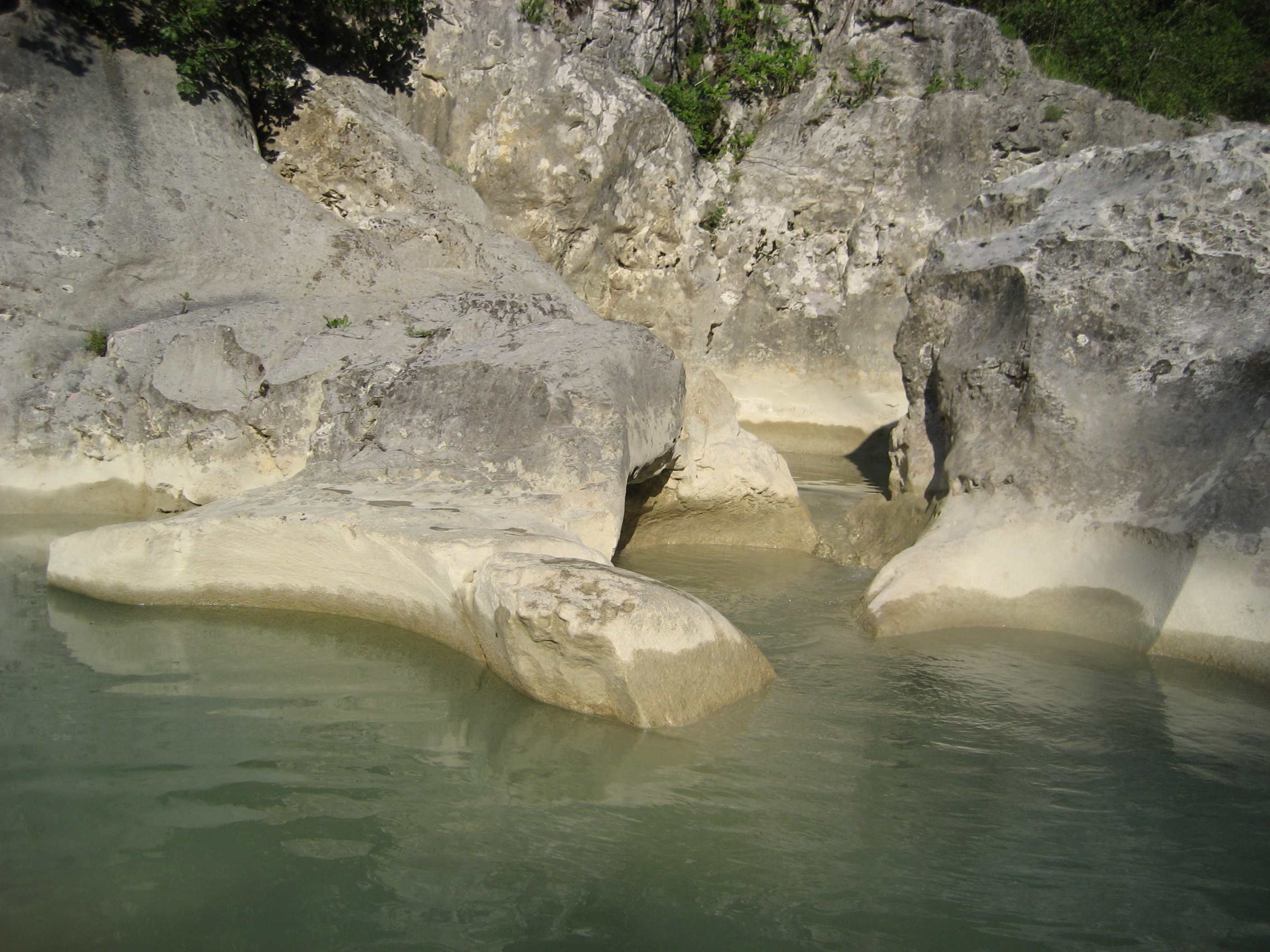
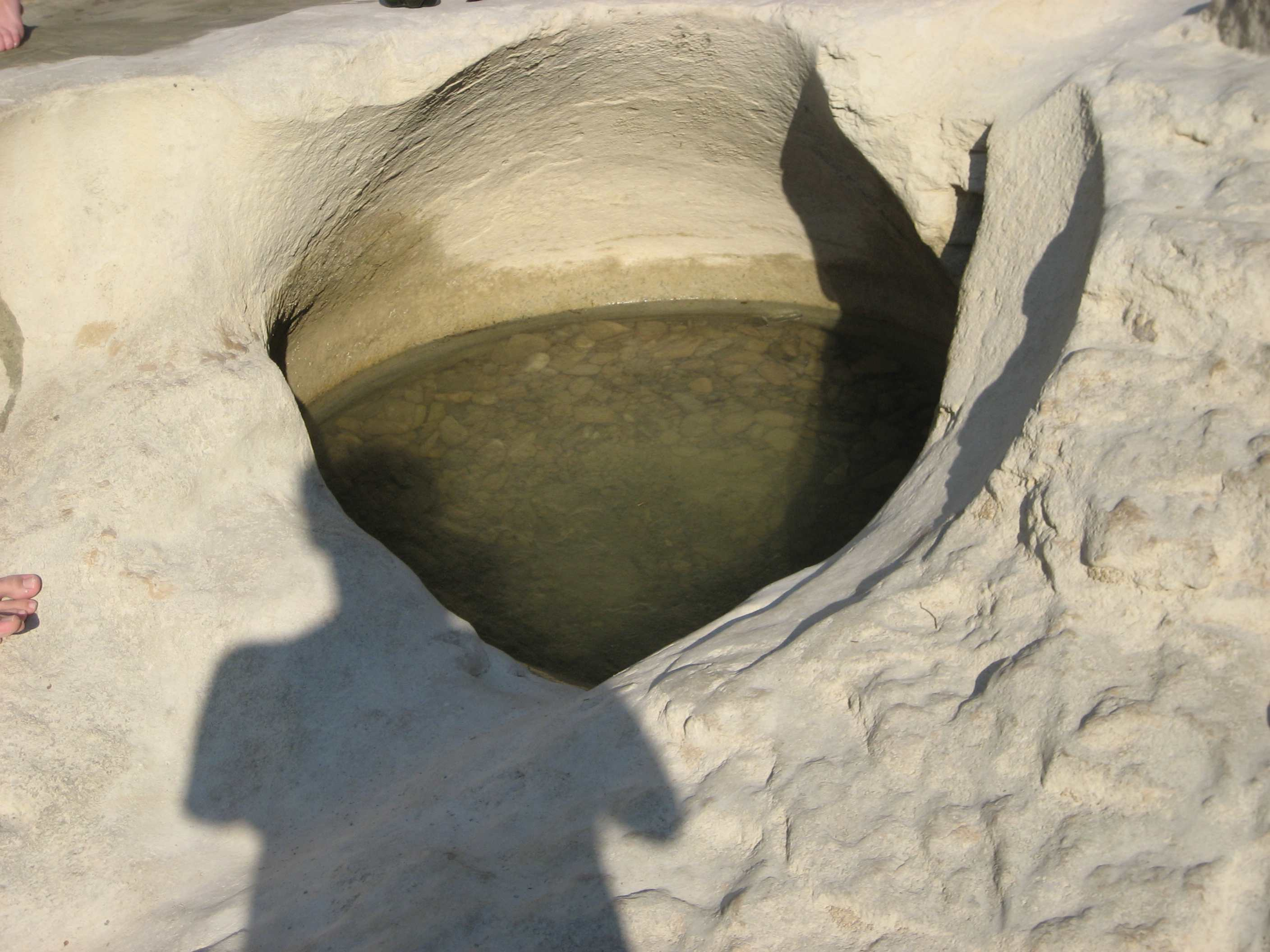